# Pekatahi
Pekatahi est une petite localité située dans la région de la Bay of Plenty de l’île du Nord en Nouvelle-Zélande.

## Situation
Elle siège au sud de la ville de Whakatane 
Le fleuve Whakatane passe à travers la ville Pekatahi, quand il s’écoule vers le nord vers son embouchure dans l’Océan Pacifique.

## Accès
La route State Highway 2/S H 2 (en) passe à travers la localité sur son trajet entre la ville d’Awakeri et celle de Taneatua, comme le faisait la branche de la ligne du chemin de fer nommé:la branche de Tanaetua (en) (actuellement disparue).
Pekatahi est connue comme étant l’une des localisations restantes du pont rail-route (en) en Nouvelle-Zélande, où une route nationale et une voie de chemin de fer partagent un pont étroit à voie unique passant au-dessus du fleuve  Whakatane.